# Дакаскос, Марк
Марк Дака́скос (англ. Mark Dacascos; род. 26 февраля 1964, Гонолулу) — американский актёр, каскадёр, кинорежиссёр и мастер боевых искусств.

## Биография
Марк Аллан Дакаскос родился 26 февраля 1964 года в Гонолулу (Гавайи, США), но детство провёл в Германии. С самого рождения Марка окружал мир боевых искусств. Его отец, Аль Дакаскос (Альберт Джозеф Дакаскос, род. 1942), инструктор по боевым искусствам (9 дан), имеющий филиппинские, китайские и испанские корни, стал для Марка первым шифу (наставником в боевых искусствах). Мать Марка — Морико Маквей (Moriko McVey-Murray), ученица Аля, имеет японо-ирландское происхождение. Она не принимала участие в воспитании сына, до 6 лет Марк жил у дедушки и бабушки. Вторым шифу для Марка была его мачеха Малиа Берналь (Malia Bernal), которую он позже называл своей «настоящей мамой». Она входила в десятку лучших американских бойцов, в течение пяти лет была чемпионом США по кунг-фу среди женщин и стала первой женщиной, попавшей на обложку популярного журнала «Чёрный пояс» («Black Belt»).
Марк расширил приёмами из бразильской капоэйры стиль своего отца (Wun hop kuen do), который, в свою очередь, наполнен идеями из китайских и филиппинских стилей боевых искусств. Стиль является комбинацией карате, дзюдо, кэмпо, а также китайского и западного бокса, распространённого на Гавайях. Аль Дакаскос преподавал свой стиль в Портленде (Орегон, США), ныне на пенсии, живёт в Гонолулу.

## Путь в боевых искусствах
Марк начал участвовать в соревнованиях по боевым искусствам в 7 лет. Свой первый турнир он выиграл в 9 лет.
В 17 лет Марк под влиянием фильма с Брюсом Ли отправился на Тайвань, чтобы изучать буддизм.
Несколько позже Марк стал студентом профессора Цзян Хаоцюаня (Jiang Hao-Quan), который обучал различным стилям Шаолиня, в том числе Циньна, Шуайцзяо и Тай чи.

Боевые искусства… всегда были частью моей жизни. И я буду упорно работать, чтобы продолжать совершенствоваться. Были времена, когда я «топтался на месте», несколько раз были моменты, когда мне нужна была передышка и я занимался другими вещами. Но, если быть честным, я никогда не думал о том, чтобы оставить боевые искусства совсем. Мне посчастливилось иметь трёх родителей, двое из которых, по моему скромному мнению, потрясающие бойцы (Ал Дакаскос и Малия Берналь). Я бы хотел когда-нибудь преподавать и обучить других тому, чему они научили меня. Будучи их учеником с раннего детства, я узнал, что такое тяжёлая работа — это подготовило меня к профессии актёра. Умственные и духовные аспекты помогли мне так же сильно, как и физическое обучение. Я думаю, они были даже важнее. Спасибо, папа и мама!— Марк Дакаскос

## Актёрская карьера
В 18 лет Марку предложили эпизодическую роль бойфренда молодой красавицы-китаянки, которую играла Джоан Чэнь, в фильме «Димсум: Лёгкое биение сердца» (1985) режиссёра Уэйна Вана, но в процессе съёмок было решено сделать акцент на других персонажах, и сцены с Марком не вошли в окончательный вариант. Затем последовали несколько небольших ролей в фильмах и сериалах.

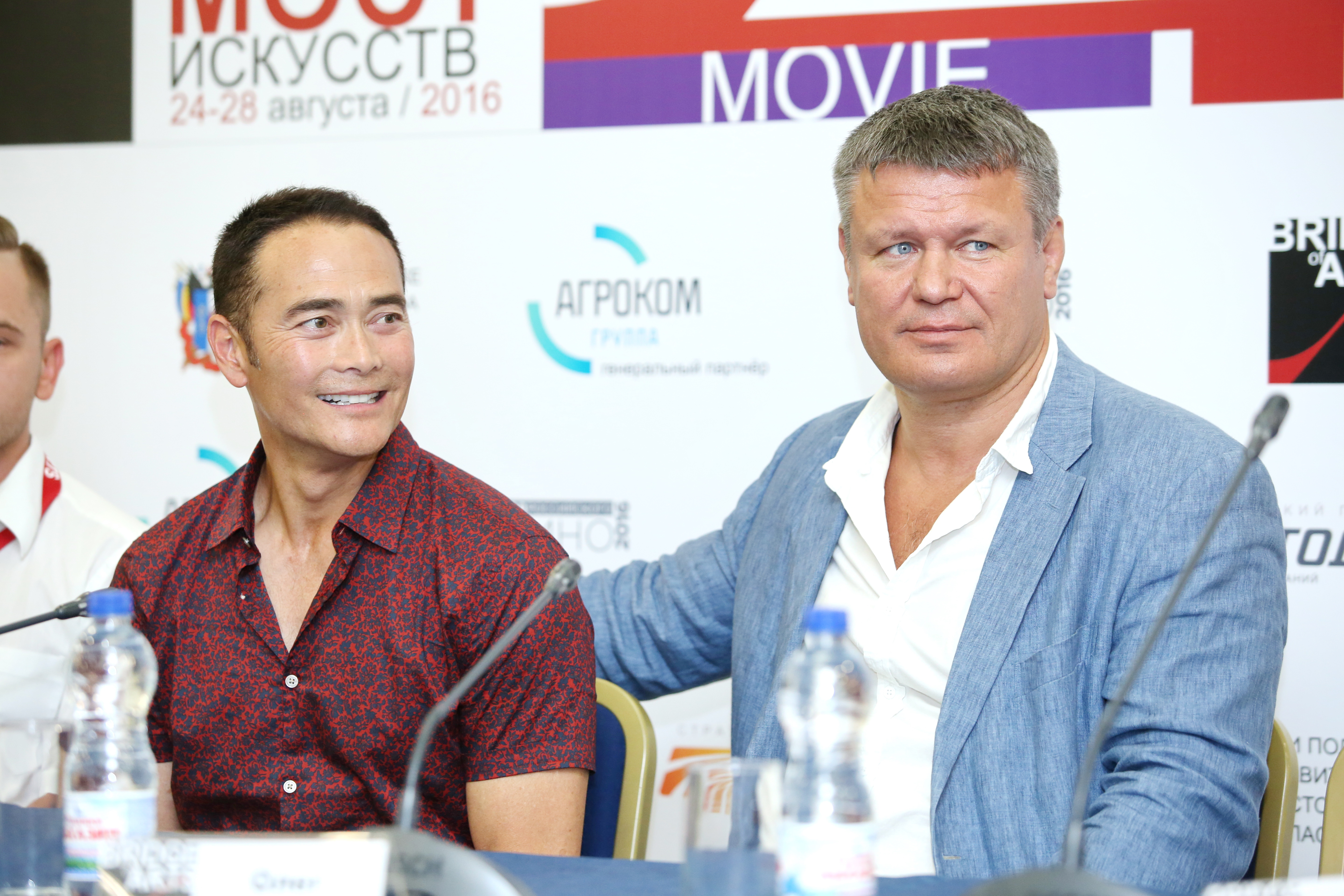
Марк Дакаскос и Олег Тактаров

Первая большая роль — в фильме «Американский самурай» (1992). После этой картины Марк и компания Cannon Films подписали контракт ещё на 6 фильмов с его участием. Но компания была закрыта.
Один из самых известных фильмов с участием Марка — «Только сильнейшие» (1993). Для роли своего учителя в фильме Марк пригласил Амена Санто (Amen Santo), у которого в тот момент занимался капоэйрой. 

Я был счастлив видеть Амена не только в качестве своего учителя для подготовки к роли, но и в качестве моего преподавателя в фильме. Он также тренировал актёров, играющих в фильме моих студентов, помогал в постановке боёв и звуковом оформлении фильма. Мы были очень рады, что Амен работает с нами над этим проектом.Оригинальный текст (англ.)I was fortunate to have Amen not only train me for my role, but also play my teacher in the film. He also worked with the actors who played my students. He helped choreograph the fight scenes — and helped with the soundtrack. We were very lucky to have him involved with the project.— Марк Дакаскос
Ещё один известный фильм Марка — «Плачущий убийца» (1995). Он снят по мотивам манги «Crying Freeman» о японском гончаре, принуждённом работать наёмным убийцей и оплакивающем своих жертв. На съёмках этого фильма Марк познакомился со своей будущей женой, актрисой Джули Кондра, известной по роли Эмили ДиНаполи в телесериале «Санта Барбара».
В 2001 году сыграл роль Мани в фильме «Братство волка», за которую был номинирован на премию «Сатурн» в категории «Лучший киноактёр второго плана».
С 2010 по 2014 год снимался в сериале «Гавайи 5.0», с 2015 по 2016 год — в сериале «Агенты «Щ.И.Т.»».

## Личная жизнь
Марк и Джули Кондра (его партнерша по фильму «Плачущий убийца») сыграли свадьбу в 1998 году, а 31 декабря 2000 года у них родился сын, которого назвали Макоалани Чарльз. Позже появились второй сын, Капоно, и дочь Ноэлани.

## Режиссёрская карьера
В 2016 году в России состоялась премьера боевика «Разборка в Маниле» — режиссёрского дебюта Марка Дакаскоса. Он сыграл в нём и одну из ролей. Все поединки в фильме вместе с Марком ставил его отец Ал Дакаскос.

## Фильмография

### Актёр
| Год       |    | Русское название                               | Оригинальное название                                | Роль                                |
| --------- | -- | ---------------------------------------------- | ---------------------------------------------------- | ----------------------------------- |
| 1985      | ф  | Димсум: Лёгкое биение сердца                   | Dim Sum: A Little Bit of Heart                       | (сцены вырезаны)                    |
| 1987      | с  | Главный госпиталь                              | General Hospital                                     | полицейский-курсант                 |
| 1989      | с  | Сети зла (1 сезон, 25 серия: Queen of Hearts)  | Dragnet                                              | Kevin Chow                          |
| 1990      | с  | Доктор Дуги Хаузер (1 сезон, 25 серия)         | Doogie Howser, M.D. (The Grass Ain’t Always Greener) | Julian                              |
| 1990      | ф  | Город Ангелов                                  | Angel Town                                           | шофёр Стонера                       |
| 1990      | с  | Флэш                                           | The Flash                                            | Osako                               |
| 1991      | тф | Помешанные на деньгах                          | Dead on the Money                                    | мастер по боевым искусствам         |
| 1992      | ф  | Американский самурай                           | American Samurai                                     | Кенджиро                            |
| 1993      | ф  | Только сильнейшие                              | Only The Strong                                      | Луис Стивенс                        |
| 1993      | ф  | Петухи (Задиры)                                | Roosters                                             | сын Филипино                        |
| 1994      | тф | Девушка угонщика                               | Dragstrip Girl                                       | Джонни Рамирес                      |
| 1994      | ф  | Двойной дракон                                 | Double Dragon                                        | Джимми Ли                           |
| 1994      | с  | Байки из склепа (6 сезон, 7 серия: Волчья яма) | Tales from the Crypt                                 | Феликс Джонсон                      |
| 1995      | с  | Западный Вайкики                               | One West Waikiki                                     | Moku                                |
| 1995      | ф  | Смертельное прошлое                            | Deadly Past                                          | Лео                                 |
| 1995      | ф  | Плачущий убийца                                | Crying Freeman                                       | Йо Хиномура / Фримэн                |
| 1995      | ф  | Кикбоксер 5: Возмездие                         | Kickboxer 5: The Redemption                          | Мэтт Ривз                           |
| 1996      | ки | Wing Commander                                 | Wing Commander IV: The Price of Freedom              | лейтенант Трой «Catscratch» Картер  |
| 1996      | ф  | Остров доктора Моро                            | The Island of Dr. Moreau                             | человек-леопард Ло-Май              |
| 1996      | ф  | Саботаж (Диверсия)                             | Sabotage                                             | Майкл Бишоп                         |
| 1997      | ф  | ДНК (Генозавр)                                 | DNA (Genetic Code)                                   | доктор Эш Мэттли                    |
| 1997      | ф  | Драйв                                          | Drive                                                | Тоби Вон                            |
| 1997      | ф  | Красный след                                   | Deathline (Armageddon)                               | Меррик                              |
| 1998      | ф  | Буги бой                                       | Boogie Boy                                           | Джесси                              |
| 1998      | ф  | Убежище                                        | Sanctuary                                            | Люк Ковак                           |
| 1998      | с  | Ворон: Лестница в небо                         | The Crow: Stairway to Heaven                         | Эрик Дрэйвен                        |
| 1998      | ф  | Операция                                       | No Code of Conduct                                   | Пол ДеЛюкка                         |
| 1999      | с  | Китайский городовой (2 сезон, 5 серия)         | Martial Law                                          | Стивен Гарт                         |
| 1999      | ф  | База                                           | The Base                                             | Джон Мёрфи / Джон Дэлтон            |
| 2000      | ф  | Шанхайский связной                             | China Strike Force (Lei ting zhan jing)              | Тони                                |
| 2001      | ф  | Братство волка                                 | Le Pacte des loups (Brotherhood of the Wolf)         | Мани                                |
| 2001      | ф  | Инстинкт убийцы                                | Instinct To Kill (The Perfect Husband)               | Джэй Ти Диллон                      |
| 2002      | с  | C.S.I.: Место преступления (2 сезон, 17 серия) | CSI: Crime Scene Investigation                       | монах (Ananda)                      |
| 2002      | ф  | Обжигающий день                                | Scorcher                                             | Ryan Beckett                        |
| 2003      | ф  | От колыбели до могилы                          | Cradle 2 the Grave                                   | Яо Лин                              |
| 2005      | ф  | Младший пилот                                  | Final Approach                                       | Kato                                |
| 2005      | ф  | Кочевник                                       | Көшпенділер                                          | Шариш                               |
| 2006      | ф  | Отважные                                       | Only the Brave                                       | Стив «Заки» Сензаки                 |
| 2006      | тф | Солнечный удар                                 | Solar Strike                                         | Лукас Фостер                        |
| 2006      | ф  | Миссия спасения                                | The Hunt for Eagle One                               | лейтенант Дэниэлс                   |
| 2006      | ф  | Миссия спасения 2: Точка удара                 | The Hunt for Eagle One: Crash Point                  | лейтенант Дэниэлс                   |
| 2007      | ки | Stranglehold                                   | Stranglehold                                         | (голос)                             |
| 2007      | ф  | По прозвищу «Чистильщик»                       | Code Name: The Cleaner                               | Эрик Хаук                           |
| 2007      | ф  | Агент пришельцев                               | Alien Agent                                          | Рикка                               |
| 2007      | ф  | Я воин                                         | I Am Omega                                           | Ричард Ренчард                      |
| 2007      | с  | Звёздные врата: Атлантида (4 сезон, 3 серия)   | Stargate: Atlantis                                   | Tyre                                |
| 2008      | с  | Звёздные врата: Атлантида (5 сезон, 3 серия)   | Stargate: Atlantis                                   | Tyre                                |
| 2008      | с  | Посредник                                      | The Middleman                                        | Sensei Ping                         |
| 2008      | с  | Камен Райдер: Драгон Найт                      | Kamen Rider: Dragon Knight                           | Eubulon (Kamen Rider Advent Master) |
| 2008      | с  | Легенда о Брюсе Ли                             | Li Xiao Long chuan qi                                | тайский боксёр                      |
| 2009      | ф  | Шрам Сербии                                    | Serbian Scars                                        | Петер Обилич                        |
| 2009      | ф  | Вулфсбейн: Человек-волк                        | Wolvesbayne                                          | Von Griem                           |
| 2010      | ф  | Тени в раю                                     | Shadows in Paradise                                  | Макс Форрестер                      |
| 2010—2014 | с  | Гавайи 5.0                                     | Hawaii Five-0                                        | Wo Fat                              |
| 2010      | ф  | Тайна султана                                  | Sultanin Sirri                                       | John Back                           |
| 2013      | ф  | Пропавший медальон                             | The Lost Medallion: The Adventures of Billy Stone    | Cobra                               |
| 2013      | с  | Смертельная битва: Наследие (2 сезон)          | Mortal Kombat: Legacy                                | Кун Лао                             |
| 2014      | ф  | Удержимые                                      | The Extendables                                      | сценарист Марк (камео)              |
| 2014      | ф  | Операция «Возмездие»                           | Operation Rogue                                      | капитан Макс Ренделл                |
| 2014      | ф  | Вне игры                                       | Beyond the Game                                      |                                     |
| 2014      | с  | Полиция Чикаго (1 сезон, 8 серия)              | Chicago PD                                           | Джимми                              |
| 2014      | с  | Дело Батагами                                  | Bagatami's Case                                      | Джон Батагами                       |
| 2015      | ф  | Меняя жизни                                    | Changing Lives                                       |                                     |
| 2015—2016 | с  | Агенты «Щ.И.Т.»                                | Agents of S.H.I.E.L.D.                               | Гиера                               |
| 2016      | ф  | Разборка в Маниле                              | Showdown in Manila                                   | Мэттью Уэллс                        |
| 2016      | ф  | ТОКАЛ (тизер)                                  | Second wife                                          | Кайрат                              |
| 2016      | с  | Люцифер (2 сезон, 5 серия)                     | Lucifer                                              | ван Зандт                           |
| 2017      | ф  | Максимальный удар                              | Maximum Impact                                       | Тони Ли                             |
| 2017      | ф  | Окончательный приговор                         | Ultimate Justice                                     | Гас вон Берен                       |
| 2019      | ф  | Джон Уик 3                                     | John Wick: Chapter Three                             | Зеро                                |
| 2019      | с  | Убийцы Ву                                      | Wu Assassins                                         | монах                               |
| 2019      | ф  | Водитель                                       | The Driver                                           | Водитель                            |
| 2019      | ф  | Киллер по вызову                               | Lucky Day                                            | Луис                                |
| 2020      | ф  | Одна ночь в Бангкоке                           | One Night In Bangkok                                 | Кай Кале                            |
| 2021      | ф  | Атака на госпиталь ветеранов                   | Assault On VA-33                                     | Джексон                             |
| 2022      | ф  | Клинок 47 ронинов                              | Blade of the 47 Ronin                                | Лорд Шинширо                        |
| 2023      | ф  | Рыцари Зодиака                                 | Knights of the Zodiac                                | Майлок                              |

### Режиссёр
- Разборка в Маниле (2016)

### Постановщик трюков
- Кикбоксер 5: Возмездие — постановщик всех боёв.
- Плачущий убийца — постановщик последнего боя.
- Разборка в Маниле — постановщик боёв, вместе с отцом.

## Награды и номинации
| Год  | Результат | Награда  | Категория                      | Работа                  |
| ---- | --------- | -------- | ------------------------------ | ----------------------- |
| 2002 | Номинация | «Сатурн» | Лучший киноактёр второго плана | «Братство волка» (2001) |